# Fuchiba
Fuchiba là một chi nhện trong họ Trachelidae.

## Các loài
- Fuchiba aquilonia Haddad & Lyle, 2008
- Fuchiba capensis Haddad & Lyle, 2008
- Fuchiba montana Haddad & Lyle, 2008
- Fuchiba similis Haddad & Lyle, 2008
- Fuchiba tortilis Haddad & Lyle, 2008
- Fuchiba venteri Haddad & Lyle, 2008